# Pousse mais pousse égal

Pousse mais pousse égal est un film québécois réalisé par Denis Héroux sorti en 1975. 
Le tournage du film a lieu dans la ville de Québec ainsi que, vers la fin de la production, à Montréal. 

## Synopsis
Conrad Lachance (Gilles Latulippe), le mal nommé, est amoureux de Gisèle Gagnon (Céline Lomez), qui est d'une famille riche et snob. Comme Conrad n'a pas d'emploi, les parents (Huguette Oligny et Yves Létourneau) de sa dulcinée ne veulent pas du mariage. Conrad se trouve finalement un emploi d'infirmier dans un hôpital et, malgré bien des péripéties, tout semble s'arranger. Jusqu'au jour où débarquent les parents de celui-ci (Denis Drouin et Suzanne Langlois). Un gros problème de classe et d'éducation se pose entre les deux familles. Mais ne dit-on pas que l'amour triomphe toujours ?... Conrad se rend à Montréal à la recherche de Gisèle et alors qu'il est dans un cabaret, il tombe sur un personnage apathique-émotif [Alpha Boucher] qui sort effectivement avec Gisèle Gagnon mais pas la bonne, d'où quiproquos.

## Fiche technique
- Réalisation : Denis Héroux
- Scénario : Marcel Gamache
- Musique : Lee Gagnon
- Pays de production :  Québec
- Genre : Comédie
- Durée : 89 minutes
- Date de sortie : 
  - Québec : 5 avril 1975

## Distribution
- Gilles Latulippe : Conrad Lachance
- Céline Lomez : Gisèle Gagnon
- Denis Drouin : Wilfrid Lachance
- Suzanne Langlois : Mme. Lachance
- Yves Létourneau : Dr Jean Gagnon
- Huguette Oligny : Mme. Gagnon
- Janine Sutto : Henriette, tante de Gisèle et la femme qui se pâme pour Jacques Lorain
- Juliette Huot : Mère d'un enfant malade
- Fernand Gignac : L'infirmier
- Jean Lajeunesse : Tancrède Dubuc
- Jean-Pierre Masson
- Jacques Duval : l'ambulancier déluré maniaque de vitesse.
- Michel Noël : Adrien Pépin (directeur du personnel de l'hôpital)
- Denise Andrieu
- Manda Parent : l'épouse du géant de 6'8'
- Jean Guilda : Client de l'hôtel
- Jacques Famery
- Roger Turcotte : le patient cardiaque soumis à l'exercice physique
- Marthe Nadeau
- Jacques Lorain : Dr François Dupont, l'homme qui résiste aux avances d'Henriette
- Robert Desroches
- Alpha Boucher : Caïd Labrosse, chum de Gisèle Gagnon de Montréal
- Pierre Jean
- Suzanne Valéry
- Marcel Gamache : Curé